# 科爾恰克 (日托米爾區)
50°12′45″N 28°28′35″E / 50.21250°N 28.47639°E
科爾恰克（烏克蘭語：Корчак），是烏克蘭北部的村莊，隸屬日托米爾州的日托米爾區。該村面積1.42平方公里，海拔高度206米，2001年人口472，人口密度每平方公里333.33人。